# 표고 (높이)

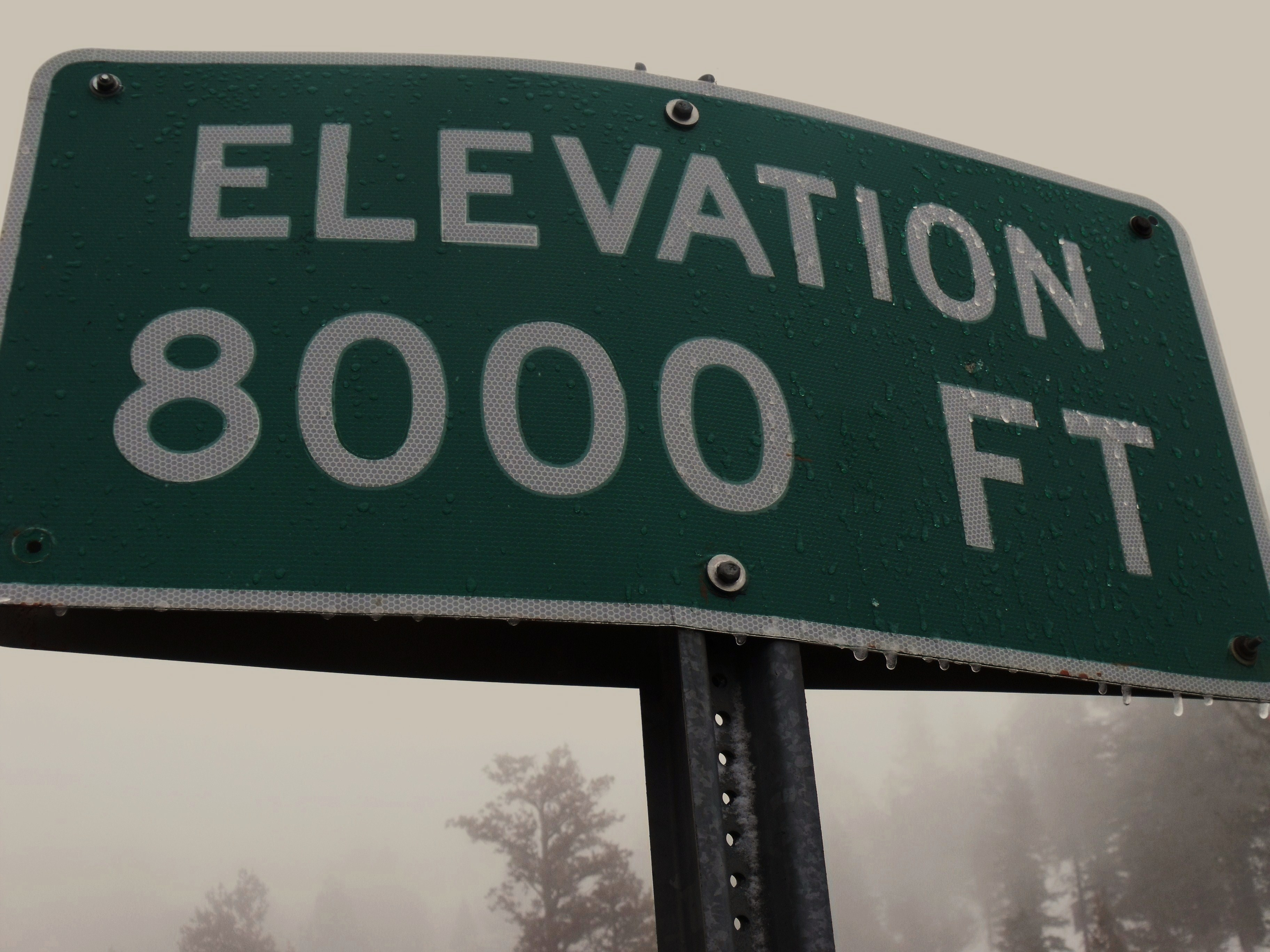
캘리포니아 남부 샌버너디노 산맥의 해발고도 8,000피트(2,438m) 지점의 표지판(2009년).

수직 거리 비교

지구 표면의 고도 히스토그램, 그 중 약 71%가 물로 덮여 있다.

표고(標高, Elevation)는 지리적 위치의 고정된 기준점 위 또는 아래 높이이며, 일반적으로 등전위 중력 표면으로서의 지구 해수면의 수학적 모델인 기준 지오이드이다. 표고라는 용어는 주로 지구 표면의 지점을 언급할 때 사용되는 반면 고도나 지위고도는 비행 중인 항공기나 궤도에 있는 우주선처럼 지표보다 더 위의 지점에 쓰인다.
표고는 지구의 중심으로부터의 거리와 혼동해서는 안 된다. 표고가 가장 높은 산은 에베레스트산이지만 지구 중심거리가 가장 높은 산은 적도 돌출부 때문에 침보라소산 정상이다.

## 항공
항공에서 고도 또는 비행장 고도라는 용어는 ICAO에 의해 착륙 구역의 가장 높은 지점으로 정의된다. 그것은 발 단위로 측정되며 비행장 접근 차트에서 찾을 수 있다. 고도(altitude)나 높이와 같은 용어와 혼동해서는 안 된다.

## 같이 보기
- 표고점